# Эдди, Фанниэнн Виола
Фанниэнн Виола Эдди (англ. Fannyann Viola Eddy; 1974—2004) — защитница прав ЛГБТ в родном для неё Сьерра-Леоне; её деятельность была известна и во всей Африке. Подвергнута групповому изнасилованию и убита группой преступников на основании своей сексуальной ориентации.

## Деятельность
Она основала в Сьерра-Леоне первую Ассоциацию геев и лесбиянок, побывала с визитами во многих странах мира. Из обращения Эдди к членам комиссии по правам человека ООН и другим международным организациям:
Мы живем в постоянном страхе, даже внутри наших сообществ мы постоянно сталкиваемся с угрозами и насилием со стороны соседей. Нападения гомофобов остаются безнаказанными, власти не обращают на них внимания, что поощряет продолжение дискриминации и жестокость по отношению к ЛГБТ…

Молчание делает нас уязвимыми. Вы, члены Комиссии по правам человека, может нарушить это молчание. Вы можете признать, что мы существуем, в Африке и на всех континентах, и что нарушения прав человека по признаку сексуальной ориентации или гендерной идентичности совершаются каждый день. Вы можете помочь нам бороться с этими нарушениями для получения всех прав и свобод, в любом обществе, в том числе моей любимой Сьерра-Леоне.
28 сентября 2004 года, вскоре после своего публичного выступления об угрозах и насилии, с которыми постоянно сталкиваются геи и лесбиянки Сьерра-Леоне, Эдди была убита. По меньшей мере трое мужчин вломились в её офис, совершили групповое изнасилование, ударили её ножом и, в конце концов, сломали ей шейные позвонки.
У Эдди остались девятилетний сын и партнёрша Эстер.

## Память
В честь Эдди назван Фонд Гиршфельда — Эдди, основанный в 2007 году в Германии. Фонд осуществляет борьбу против уголовного преследования гомосексуалов.